# Algolsheim
Algolsheim es una localidad y comuna de Francia, situada en el departamento de Alto Rin en la región de Alsacia.
Situada a algunos kilómetros de Neuf-Brisach y a 2 km de la frontera con Alemania, Algolsheim cuenta con un gran número de residentes alemanes que ha contribuido aumentar considerablemente su número de habitantes. La localidad es atravesada por el río Thierlachgraben.

## Demografía
| 315 | 312 | 404 | 495 | 671 | 982 |
| Para los censos de 1962 a 1999 la población legal corresponde a la población sin duplicidades (Fuente: INSEE [Consultar]) |     |     |     |     |     |